# Théophile Hénusse
Compléments
Hénusse fut un des meilleurs prédicateurs de son époque
Théophile Hénusse, né le 8 mai 1873 à Liège (Belgique) et décédé le 20 décembre 1967 à Arlon (Belgique), est un prêtre jésuite belge, prédicateur de renom et aumônier militaire durant la Première Guerre mondiale.

## Biographie
Liégeois de naissance, Théophile Hénusse fait ses études secondaires au collège Saint-Servais avant d’entrer au noviciat de la Compagnie de Jésus, à Arlon, le 23 septembre 1890. Suivant le cours ordinaire de la formation jésuite, il fait trois années de philosophie (1893-1896) et de théologie (1901-1905) au scolasticat jésuite de Louvain, avec une interruption de quatre ans pour une expérience apostolique d’enseignement au collège Saint François-Xavier de Verviers.
Il est ordonné prêtre le 20 août 1905, à Louvain. Il passe ensuite toute sa vie à la résidence jésuite d’Arlon où il acquiert une réputation de prédicateur et de conférencier de renom. Doué d’un grand talent pour la communication orale à des personnes de toutes classes sociales, et orateur au style recherché de l'éloquence sacrée, sa réputation dépasse rapidement les frontières belges et il est fréquemment invité en France, Suisse, Danemark et ailleurs.
Comme aumônier militaire durant la difficile période de la Première Guerre mondiale, il est envoyé par le roi des Belges, Albert, en mission diplomatique auprès du pape Benoit XV.
Théophile Hénusse meurt à Arlon le 20 décembre 1967.

## Œuvres
L’homme étant orateur plutôt qu’écrivain, les œuvres de Théophile Hénusse reflètent le caractère d’une « parole prononcée » plutôt que celle de la pensée mise par écrit. 
- L'Idéal dans la Vie
- Joie Païenne - Tristesse Chrétienne, Bruxelles, 1914.
- Les Vertus du silence, Bruxelles, Albert Dewit, 1914. 52 p.
- L'enfant, Bruxelles, 1920.
- Trois discours sur l'honneur, Bruges, 1928.
- Conférences, Bruxelles, 1938.